# Pierce the Veil
Pierce the Veil är ett amerikanskt post-hardcore / grunge band, bildat 2006 i San Diego, Kalifornien av Vic Fuentes, Mike Fuentes, Jaime Preciado och Tony Perry.

## Bandmedlemmar
- Victor Vincent Fuentes - Sång, Rhythm Gitarr (även kallad Vic)
- Michael Fuentes - Trummor (även kallad Mike)
- Jaime Preciado - Bas, backupsång
- Tony Perry - Lead Gitarr

## Musik

### Album
| 2007                                            | A Flair for the Dramatic - Format: CD, download    | —  | —  | — | —  | — | —   |
| 2010                                            | Selfish Machines - Format: CD, download, Vinyl     | —  | —  | — | —  | — | 106 |
| 2012                                            | Collide with the Sky - Format: CD, download, Vinyl | —  | —  | — | —  | — | 12  |
| 2016                                            | Misadventures - Format: CD, download               | 17 | 12 | — | 98 | — | —   |
| "—" avser en utgivning som inte listplacerades. |                                                    |    |    |   |    |   |     |

### DVD:er
- 2013: This Is a Wasteland (Fearless Records)

### Singlar
- Yeah Boy and Doll Face
- Chemical Kids and Mechanical Brides
- Caraphernelia (feat. Jeremy McKinnon)
- Bulletproof Love
- King for a Day (feat. Kellin Quinn)
- Bulls in the Bronx
- Hell Above
- Just the Way You Are (Bruno Mars cover)